# Francia–holland háború
A francia–holland háború (vagy holland háború) egy európai nagyhatalmi konfliktus volt, amely 1672–1679 között folyt. XIV. Lajos francia király ún. „újraegyesítési háborúinak” (guerres de réunions) sorába tartozik, ezek valójában hódító háborúk voltak. A devolúciós háború (1667–1668) eredményeivel elégedetlen XIV. Lajos 1672-ben hadat üzent a Hét Egyesült Holland Tartomány Köztársaságának, amelytől területi és kereskedelmi engedményeket akart kicsikarni. Spanyolország nyugat-európai birtokait is meg akarta szerezni. A franciák elfoglalták Németalföld nagy részét, a hollandok csak nagy területeik elárasztása árán tudtak megmenekülni a teljes katonai vereségtől. Ekkor Orániai Vilmos herceg szövetségre lépett Spanyolországgal és I. Lipót német-római császárral, majd hadat üzentek Franciaországnak. XIV. Lajos a spanyolok és császáriak szövetsége ellen fordult, és jelentős győzelmek sorát aratta fölöttük.
A nagyhatalmi háború fő hadi eseményeivel párhuzamosan több kétoldalú konfliktus is lezajlott, amelyeket a hadtörténelem önálló háborúkként ír le. Anglia, Hollandia korábbi szövetségese kihasználva a kedvező alkalmat, a harmadik angol–holland tengeri háborúban (1672–1674) engedményekre akarta kényszeríteni kereskedelmi versenytársát, de az elszenvedett vereségek hatására kivált a háborúból. 1674-ben XIV. Lajos bekebelezte a Franche-Comtét. A protestáns német fejedelemségek egy része Franciaország oldalán vett részt a háborúban, amelybe beavatkozott Svédország és Dánia is. (Lásd: északi háború, 1674–1679). Ausztria hátában, a Magyar Királyságban és Erdélyben francia és lengyel támogatással kuruc felkelések bontakoztak ki.
Az 1678-ig szakadatlanul tartó hadműveletekben javarészt francia győzelmek születtek. XIV. Lajos 280 000 főnyi hadereje mindvégig hatalmas túlerőben volt a szövetségesekkel szemben. 1678-ban megkötötték nijmegeni (nimwegeni) békeszerződést, ennek értemében Franciaország megtarthatta a Spanyolországtól és a Német-római Birodalomtól megszerzett összes hódításait. Az össz-európai háborút az 1679-es saint-germaini békeszerződés zárta le. XIV. Lajos király tekintélye és hatalma jelentősen megnőtt, ő mégis kevésnek találta a területi gyarapodást. A következő években folytatta agresszív területszerző („országegyesítő”) politikáját, amely már 1683-ra elvezetett a következő francia–spanyol háborúhoz (1683–1684), majd újabb 4 év múlva a pfalzi örökösödési háborúhoz (1688–1697).
A francia–holland háborút francia források gyakran csak holland háborúnak nevezik. Régebbi német és holland történészi munkákban gyakran nevezték „XIV. Lajos második rablóháborújának” (der zweite Raubkrieg Ludwigs XIV), utalva annak nyíltan hódító jellegére, és a francia csapatok kegyetlen pusztításaira, amelyeket a Német-római Birodalom lakott területein elkövettek.

## Előzmények
A holland háború a devolúciós háború (1667–1668) közvetlen folytatásának tekinthető. 1667–ben a 29 éves XIV. Lajos francia király hódító hadjáratot vezetett a Spanyol-Németalföld elfoglalására, amelyet saját „jogszerű” birtokának tekintett. Az akcióban szövetségesének, az Egyesült Holland Tartományok Köztársaságának támogatására is számított. A francia haderő sikeres hadműveletek során nyomult előre, elfoglalta Spanyol-Németalföldet, és a szintén spanyol birtok Franche-Comtét is. 1668 januárjában azonban Anglia, Svédország és az Egyesült Holland Tartományok megkötötték a Hármas Szövetséget („Triple Alliantie”, „Triple Alliance”), és Franciaországot közös hadüzenettel fenyegették meg, ha hódító hadjáratát azonnal le nem állítja. A túlerővel szembekerülő XIV. Lajos fegyverszünetet hirdetett. 1668. május 2-án vonakodva bár, de aláírta az aacheni békeszerződést, amelynek értelmében csapatainak ki kellett vonulniuk az elfoglalt Franche-Comtéból, Besançon birodalmi városból (bár ezt megelőzően még lerombolták Gray és Dole erődítményeit), ki kellett üríteniük a meghódított Spanyol-Németalföld nagy részét, csak 12 flandriai várost tarthatott meg: Lille-t, Tournai-t, Oudenaardét, Courtrai-t, Furnes-t, Bergues-t, Douai-t a Scarpe folyóval, Binche-et, Charleroi-t, Athot és Armentières-t.
Bár a devolúciós háború jelentősen megnövelte a fiatal XIV. Lajos személyes tekintélyét, országának kevés területi gyarapodást hozott, viszont nemzetközi elszigeteltségbe juttatta. A meghódított tartományok elvesztéséért a francia uralkodó Hollandiát, a Hármas Szövetség értelmi szerzőjét kárhoztatta. XIV. Lajos úgy érezte, egykori szövetségese álnok módon megcsalta őt. A következő években Franciaország külpolitikája határozottan Hollandia-ellenes irányt vett. A király a francia diplomácia fő feladatává tette, hogy törjön ki az elszigeteltségből, és politikailag alapozza meg egy Hollandia ellen tervezett későbbi katonai akció nemzetközi elfogadását.
A devolúciós háború (1667–1668) eredményeivel elégedetlen XIV. Lajos hadat üzent a Hét Egyesült Holland Tartomány Köztársaságának, akitől nem elsősorban területi, hanem kereskedelmi engedményeket akart kicsikarni. Fő célja egy Spanyolország elleni hódító háború előkészítése volt.
XIV. Lajost két cél vezette: Meg akarta a büntetni Hollandiát „árulásáért”, és további spanyol területeket akart megszerezni. Első lépésként szétzilálta a Hármas Szövetséget. 1670-ben unokafivérével, II. Károly angol királlyal megkötötte a titkos doveri szerződést, amely Hollandia ellen irányult. Svédországot jelentős pénzösszegekkel vette rá, hogy Franciaország oldalára álljon. Ezután Franciaország elfoglalta és bekebelezte a Lotaringiai Hercegséget, és egy sor szövetségi (vagy semlegességi) szerződést kötött a szomszédos fejedelemségekkel, ezzel Hollandiát katonailag és politikailag teljesen elszigetelte.

## A háború diplomáciai előkészületei
Az 1660-as évek végén Nyugat-Európát két fő politikai törésvonal jellemezte. Az Angol Királyság és az Egyesült Hollandia között kibékíthetetlen gazdasági és kereskedelmi érdekellentét állt fenn, emiatt 1652–1668 között két tengeri háborút is megvívtak (az elsőt 1652–1654 között, a másodikat 1665–1667 között). Az 1667-ben megkötött bredai békeszerződés valójában nem jelentett többet törékeny fegyverszünetnél. Mindkét tengeri hatalom magának követelte a Balti-tenger térsége feletti ellenőrzést, itt Dánia és Svédország érdekei is ütköztek egymással. Dánia hagyományosan Hollandiához húzott, Svédország Angliát támogatta.
XIV. Lajos diplomatái tehát elsősorban Anglia és Svédország kormányai felé fordultak. Bizalmas tárgyalásaik eredményeképpen 1670. június 1-jén a Napkirály és II. Károly angol király (1630–1685) megkötötték a titkos doveri szerződést, amelyben közös ellenlábasuk, Hollandia elleni együttes fellépésben állapodtak meg. II. Károly évente 2 000 000 livre (mintegy 166 000 font sterling) támogatást (subsidiumot) kapott Lajostól, ami háborús helyzetben 3 000 000 livre-re nőtt. Háborús győzelem esetén Anglia királya megkapta Walcheren szigetét. Svédország királya, aki Dánia rovására kívánt előnyökhöz jutni, hamarosan csatlakozott az egyezményhez, és ő is megkapta Franciaországtól az áhított pénztámogatást. Ezzel Franciaország külpolitikai elszigeteltsége megtört. A Hármas Szövetség, amely XIV. Lajos első hódító hadjáratát megfékezte, felbomlott.
Következő lépésként a francia külpolitika megkísérelte az Egyesült Hollandia külpolitikai elszigetelését, hogy a tervezett francia támadás bekövetkeztekor ne lépjen fel mellette senki potenciális szövetségesként. I. Frigyes Vilmos brandenburgi választófejedelem és XIV. Lajos között már 1669 óta szövetség állt fenn, ennek értelmében Franciaország támogatta a poroszok igényét az Ausztriához tartozó Sziléziára. 1670 telén hasonló egyezmény köttetett a Bajor Választófejedelemséggel, más osztrák területekre vonatkozó bajor igény francia támogatásáról. Ezzel XIV. Lajos maga mellé állította a Német-római Birodalom két legerősebb fejedelemségét.

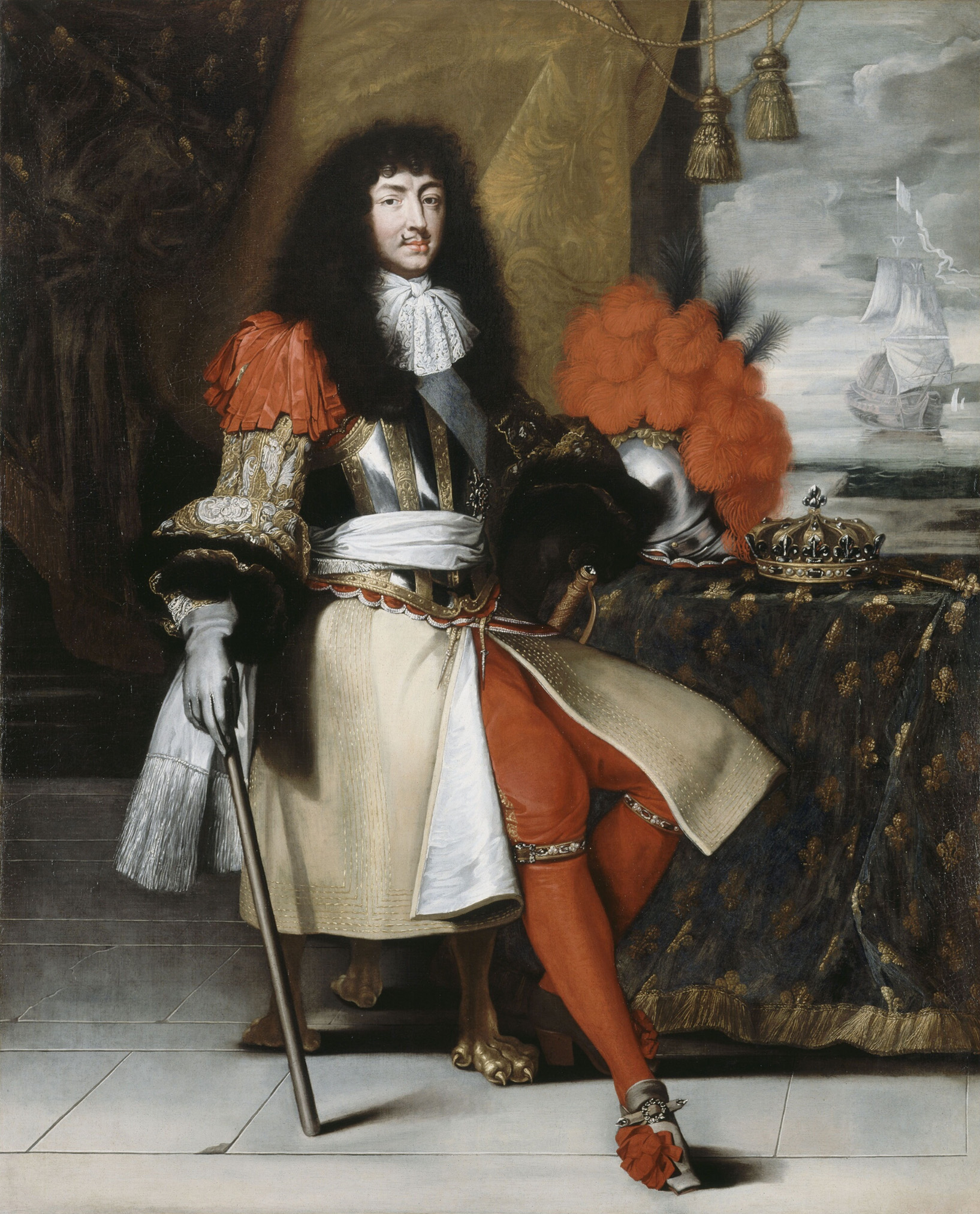
XIV. Lajos francia király
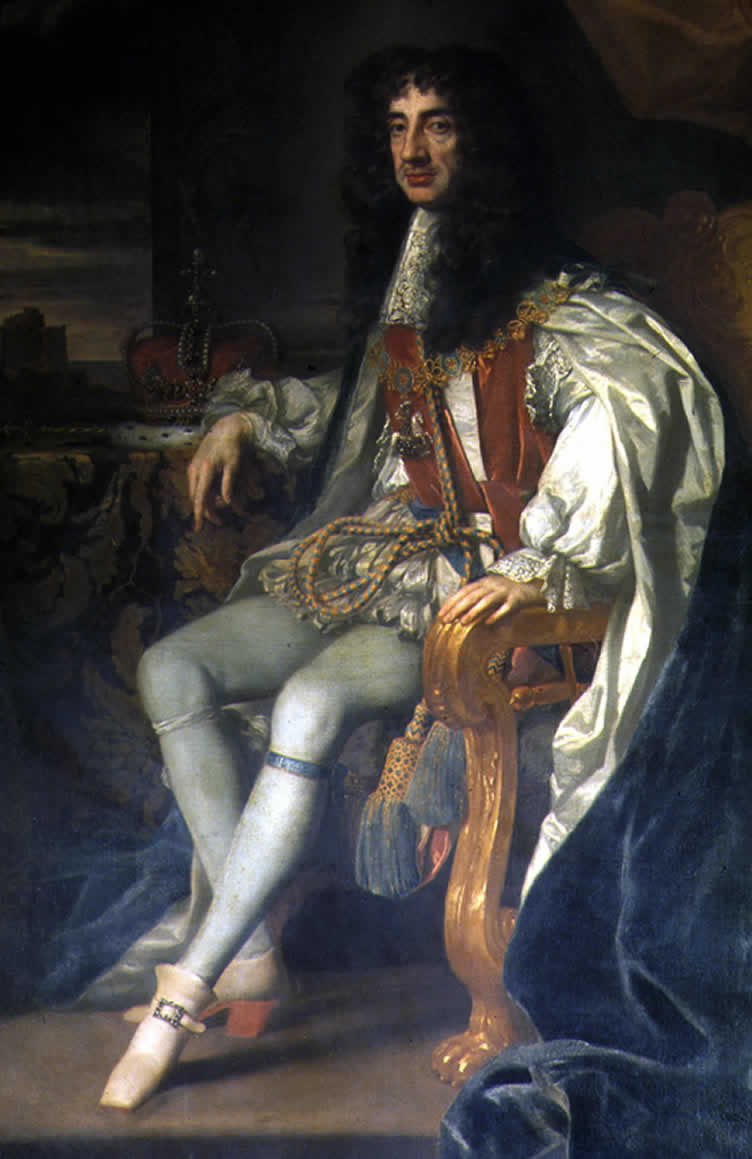
II. Károly angol király
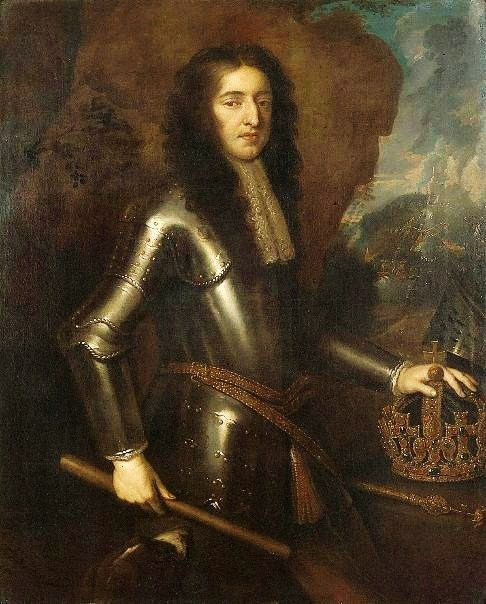
III. Vilmos, Oránia hercege
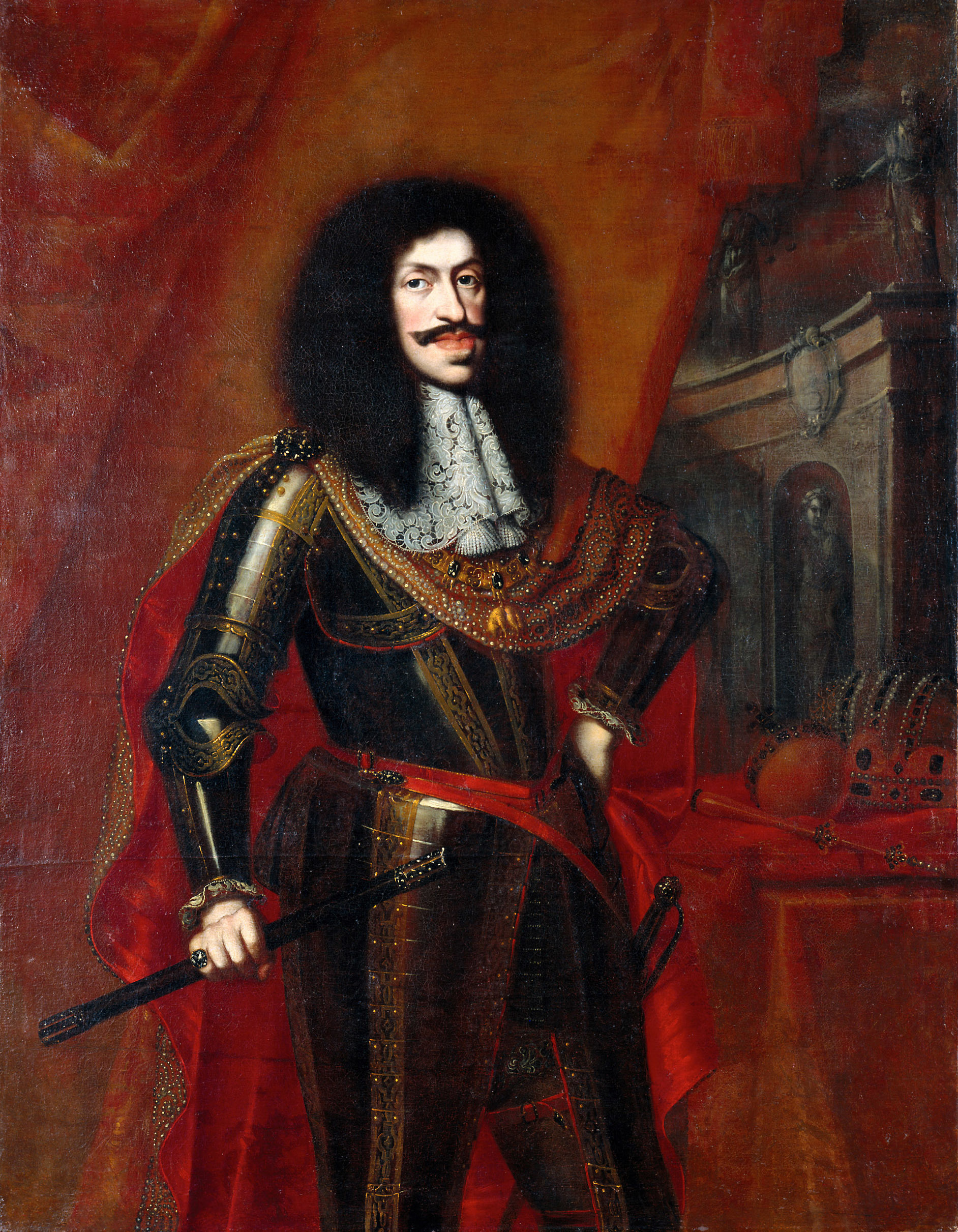
I. Lipót német-római császár

## Lotaringia francia megszállása
A következő lépés a Lotaringiai Hercegség megszállása volt. IV. Károly lotaringiai herceg (1604–1675), a kiváló hadvezér a devolúciós háborúban a Hármas Szövetséget támogatta, így Franciaország ellenfelének számított. 1670 áprilisában a Napkirály egyik hadserege De Créquy márki, marsall (1624–1687) vezetésével megindult, és megszállta a hercegséget. Károly herceget elűzték országából, Lotaringia erődítményeit rövid idő alatt bevették.
Bár XIV. Lajos a Hollandia elleni háború megindítását már a következő évre, 1671-re tervezte, az évet mégis arra használta ki, hogy a megvalósítás biztonságát növelje. El kívánta nyerni I. Lipót császár (1640–1705) egyetértését is. A külpolitikai helyzet kedvező volt: A Francia Királyság és a Ausztria még 1668 januárjában titkos megállapodást kötött a Spanyol Királyság területeinek felosztásáról (bár ezt a szerződést sohasem ratifikálták). 1671. november 1-jén Lipót egy újabb titkos megállapodásban kötelezettséget vállalt, hogy háború esetén csak akkor avatkozik be, ha közvetlen német vagy spanyol érdekek sérülnének. I. Lipót császár belátta, hogy Bajorország és Brandenburg nélkül nem kaphat érdemleges segítséget a Birodalomtól. Az 1670-ben leleplezett Wesselényi-összeesküvés pedig azt mutatta, hogy Magyarországon is fegyveres felkeléssel számolhat, csapatait tehát ajánlatosabb az örökös tartományokban tartania. Mindemellett Lipót úgy gondolta, ezen a módon megakadályozhatja, hogy a konfliktus össz-európai háborúvá eszkalálódjék.
A Német-római Birodalom két másik hűbéres fejedelme, a Wittelsbach-házból való Miksa Henrik herceg (1621–1688), Köln érseke és választófejedelme, továbbá Christoph Bernhard von Galen (1606–1678), Münster püspökfejedelme 1671. január 11-én még semlegességüket deklarálták. Mivel azonban mindketten holland területekre áhítoztak, 1672. január 4-én mégis csatlakoztak a XIV. Lajos kovácsolta holland-ellenes szövetséghez. 1672 tavaszára az Egyesült Hollandia egyedül maradt, a francia támadás megindítása elől minden akadály elhárult.

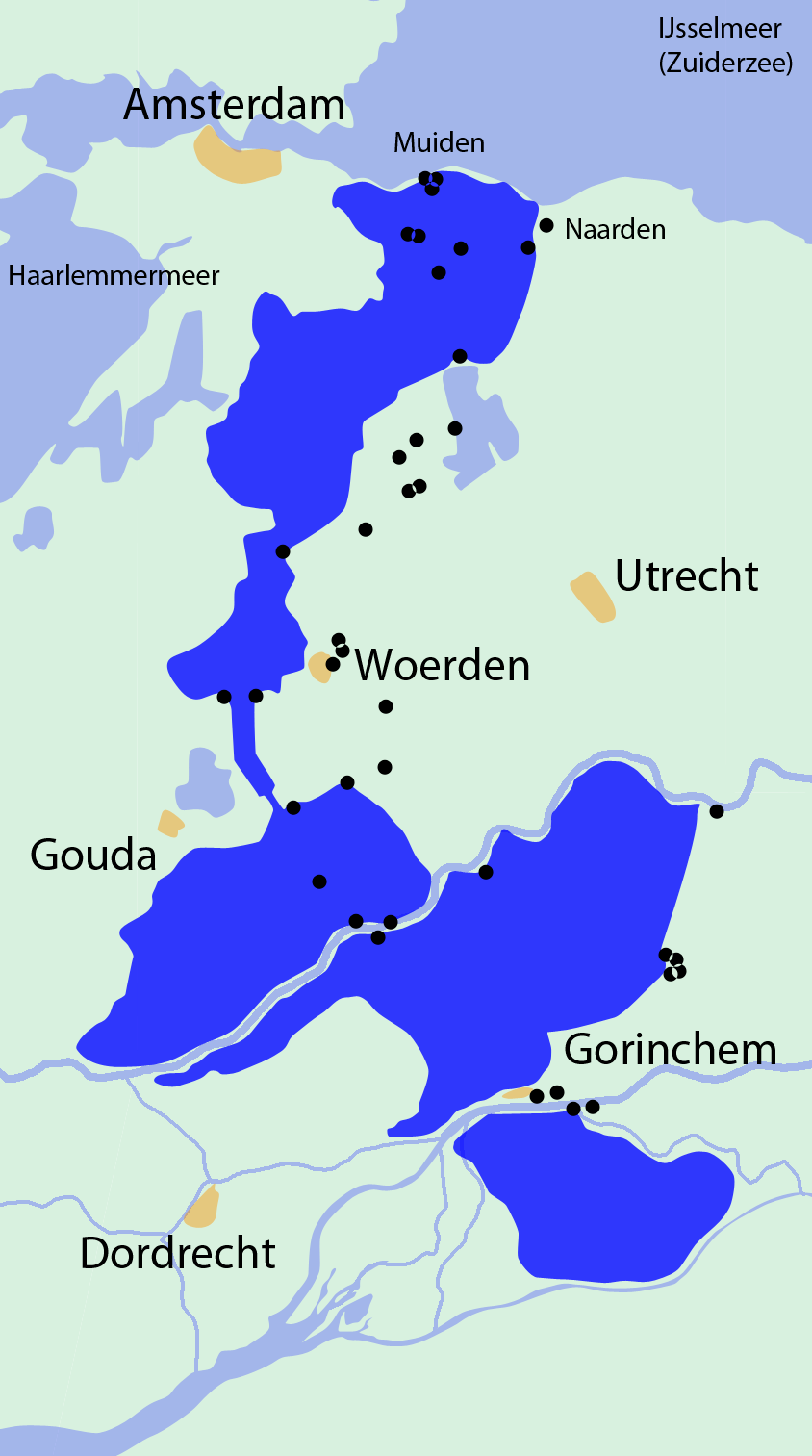
A „hollandi vízvonal” 1672-ben

## A háború lefolyása

### Hadi események 1672-ben
1672. március 28-án II. Károly angol király, majd április 6-án XIV. Lajos is hadat üzent az Egyesült Hollandiának. Ezzel megkezdődött francia–holland háború, és vele párhuzamosan az harmadik angol–holland tengeri háború (1672–1674) is. Június 7-én a 93 hajóból álló angol–francia szövetséges hadiflotta a kelet-angliai Solebay partjai előtt megütközött a de Ruyter admirális által vezetett, 75 hajóból álló holland flottával. De Ruyter hatalmas stratégiai győzelmet aratott, és meghiúsította hazájának a tenger felől történő megszállását.
XIV. Lajos 120 000 katonával – a Spanyol-Németalföld területét kikerülve – átlépte az Egyesült Holland Tartományok területének határát. Nem szándékozott bekebelezni egész Hollandiát, de példát kívánt statuálni, és kereskedelmi engedményeket akart kicsikarni. Valódi célja egy Spanyolország elleni katonai fellépés kiprovokálása volt. Szövetségesként csatlakozott hozzá a Münsteri Püspökség és a Kölni Érsekség.
A holland történészek és a néphagyomány 1672-t a „romlás esztendejének” („Rampjaar”) nevezik. A francia csapatok szinte akadálytalanul nyomultak előre Liège-en (Lüttich) és Klevén keresztül Gelderland tartományig, bevették Utrecht városát. A Condé hercege és a király által vezetett, Vesztfáliában előnyomuló hadoszlopok elfoglalták a Rajna alsó szakaszán fekvő Orsoy (ma Rheinberg része), Wesel, Rheinberg, Bürick (ma Wesel része) városokat, Június 12-én a gelderlandi, tolhuisi (ma Zevenaar része) révnél átkeltek Rajnán. Ugyanekkor a François-Henri de Montmorency-Luxembourg, marsall elfoglalta Zwollét. Bernhard von Galen münsteri püspök csapatai ostrom alá vették Groningen városát. Turenne marsall elfoglalta Arnhemet és Nijmegent. A franciák elfoglalták Németalföld nagy részét, szinte Amszterdam kapujában álltak. Louvois hadügyminiszter tanácsára azonban XIV. Lajos úgy döntött, nem vonul a főváros ellen.
A végveszélybe jutott Holland Tartományok kormányzata már június 16-ától folyamatosan követségeket küldött XIV. Lajoshoz. Készek voltak átengedni a Rajna-menti városokat, Maastrichtot, az egész Brabanti Hercegséget és Flandria holland részét is. Még 10 000 000 livre hadikárpótlást is fizettek volna. De XIV. Lajos kevesellte a területi engedményeket és a római katolikus egyház jogainak helyreállítását is követelte. A hollandok ezt visszautasították, a tárgyalások megszakadtak.
Mivel a teljes katonai vereséget másképpen nem kerülhették el, a hollandok június 20-án átszakították a muideni zsilipeket, és hazájuk nagy területeit vízzel árasztották el, megállítva ezzel a franciák előrenyomulását. A lakosság nagy részét a „hollandi vízvonal” (Hollandse Waterlinie) mögé telepítették át. A katasztrofális helyzetben Július 8-án Orániai Vilmos herceget (1650–1702) a holland csapatok főkapitányává, majd július 16-áb Zeeland helytartójává (stathouder) nevezték ki.
Hódításaival XIV. Lajos provokálta Spanyolországot és a Habsburg Birodalmat, akik attól tartottak, a franciák támadást intézhetnek Spanyol-Németalföld ellen is. I. Lipót német-római császár júniusban úgy döntött, felmondja a XIV. Lajosnak ígért semlegességét. Június 23-án katonai szövetséget kötött a Brandenburgi Választófejedelemséggel. A júliusban hatalomra jutott Orániai Vilmos herceg Spanyolország és Lipót császár támogatását kereste. Július 25-én létrejött Lipót császár és Hollandia katonai szövetsége is. Ezzel azonban XIV. Lajos kezére játszottak, aki így elérte második politikai célját: Spanyolország és a Német-római Birodalom üzentek hadat Franciaországnak (és nem fordítva).

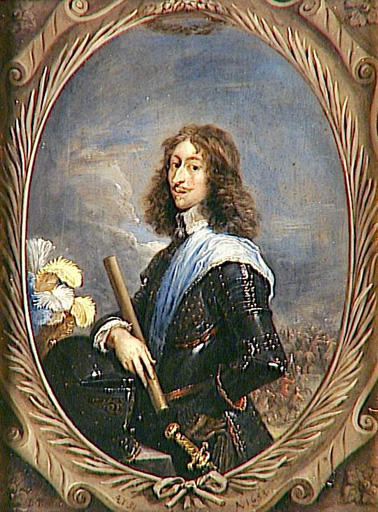
Condé hercege
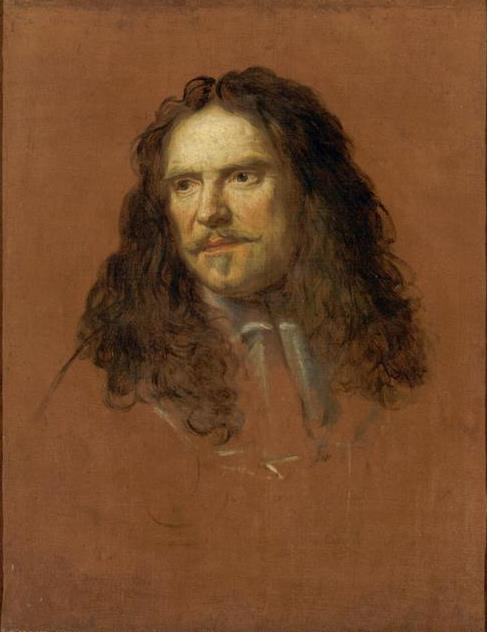
Turenne marsall
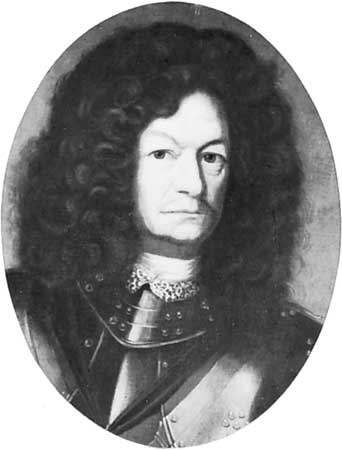
Raimondo Montecuccoli
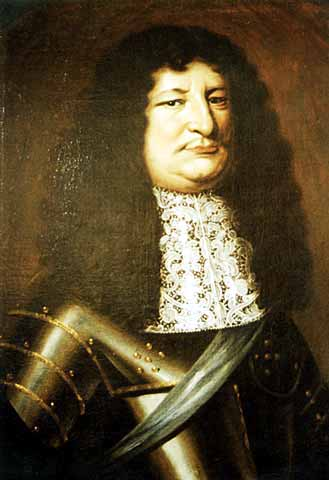
I. Frigyes Vilmos

Lajos kivonta csapatai egy részét Hollandiából. Két legtehetségesebb hadvezérét, Turenne marsallt a Rajna mellé, Vesztfáliába, Condé hercegét pedig Elzászba küldte, az ott felvonuló császári haderő megállítására, és a német–holland csapatok egyesítésének megakadályozására. A háború Nyugat-Európa nagy területeire terjedt ki. Orániai Vilmos kihasználta a számára kedvező történelmi helyzetet, megbuktatta a köztársasági kormányzatot, augusztus 20-án meggyilkoltatta Johan de Wittet (1625–1672), a köztársaság államminiszterét, megszerezve a teljhatalmat az Egyesült Tartományokban. A következő 30 évben ő lett XIV. Lajos legkérlelhetetlenebb ellenfele.
Groningen holland védői azonban kitartottak, és augusztus végére sikeresen visszaverték és elűzték a kölni püspök ostromló csapatait. Decemberben a franciák – a vizek befagyását kihasználva – előrenyomultak Hága alá. A várost csak egy hirtelen jött olvadás mentette meg az elözönléstől.

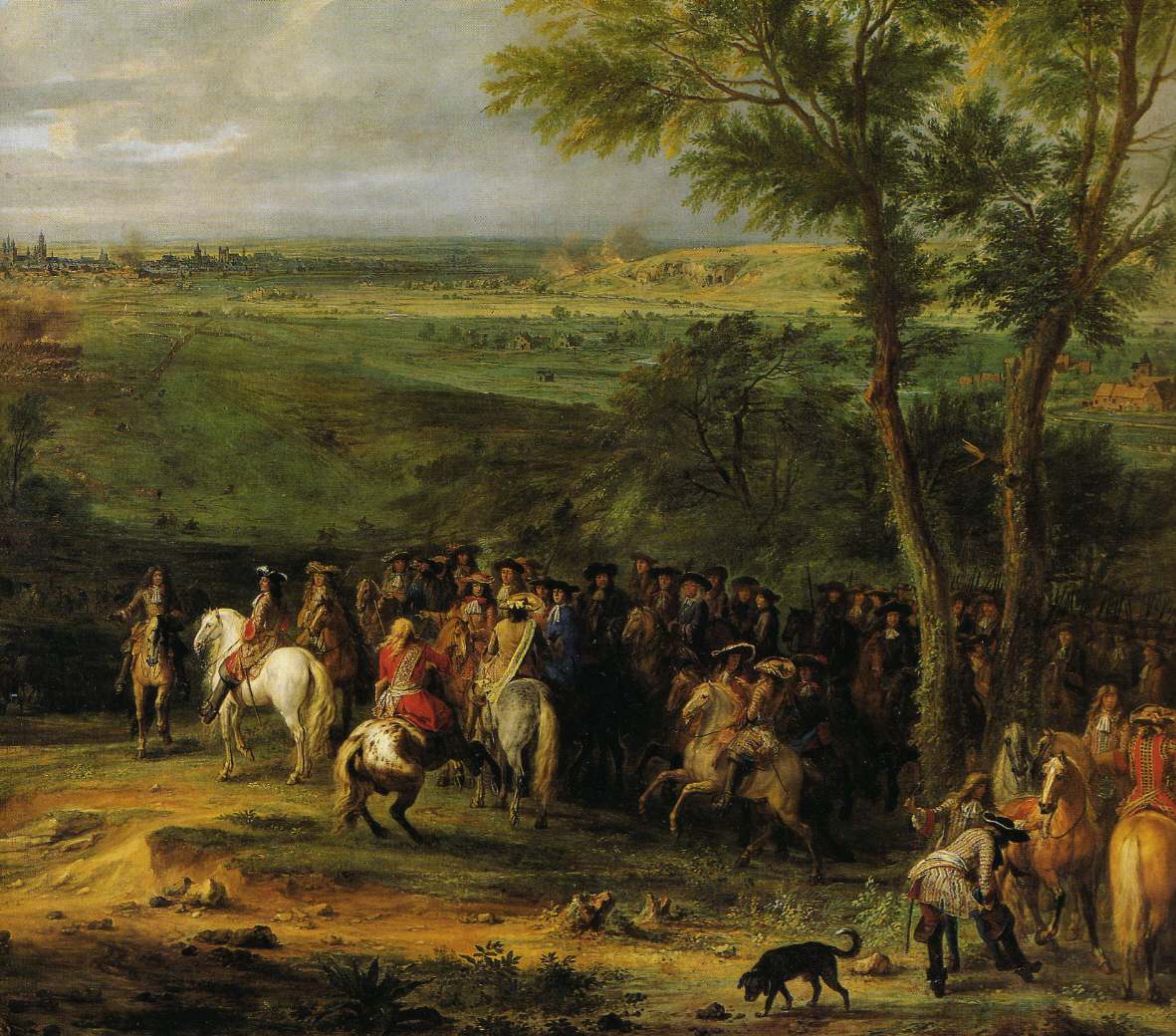
XIV. Lajos király Maastricht ostrománál.

### Hadi események 1673-ban
Turenne marsall benyomult a Vesztfáliában fekvő, Brandenburghoz tartozó tartományokba. Vereséget mért Frigyes Vilmos brandenburgi választófejedelem 20 000 főnyi hadseregére. 1673. június 16-án-án Frigyes Vilmos kénytelen volt megkötni a vossemi különbékét, amelyben semlegességre kötelezte magát. Röviddel ezután Montecuccoli visszavonulásra kényszerítette Turenne-t, de Brandenburg egyelőre kivált a háborúból.
A hollandiai fronton sikerrel járt az elárasztás taktikája, a francia csapatok több próbálkozás után sem tudtak átkelni a „vízvonalon”. XIV. Lajos taktikát változtatott. Csapataival 1673. június 13-án ostrom alá vette Maastricht erődjét, amelyet június 29-én el is foglalt. (Ebben az ostromban esett el d’Artagnan, a francia muskétások kapitánya, akinek nevét Dumas regénye tette híressé.)
A tengeren ismét holland győzelmek születtek. De Ruyter admirális vereséget mért az angol–francia flottára június 7–14. között Walcherennél, majd augusztus 20-án Texel szigeténél. Augusztus 30-án az Egyesült Holland Tartományok, Ausztria, Spanyolország és IV. Károly lotaringiai herceg Hágában megkötötték a Négyes Szövetséget (Quadruple Allianz) Franciaország ellen. (Az egyezményhez később, 1674 nyarán az ismét háborúba lépő Brandenburgi Fejedelemség is csatlakozott.)
Az év végén mód nyílt a szövetség első nagyobb ellentámadására. Orániai Vilmos herceg holland és Montecuccoli spanyol és császári erői el akarták vágni a franciák rajnai utánpótlási vonalát. November 3-án ostrom alá vették Bonn városát, XIV. Lajos szövetségesének, Miksa Henrik kölni hercegérseknek fő erősségét. A város francia és német védői november 12-én szabad elvonulás fejében feladták a várost. A város elestét követően Köln érseke és Münster püspöke béketárgyalásokra kényszerült. 1674. április 22-én Münster, majd május 11-én a Kölni Választófejedelemség is kivált a háborúból.

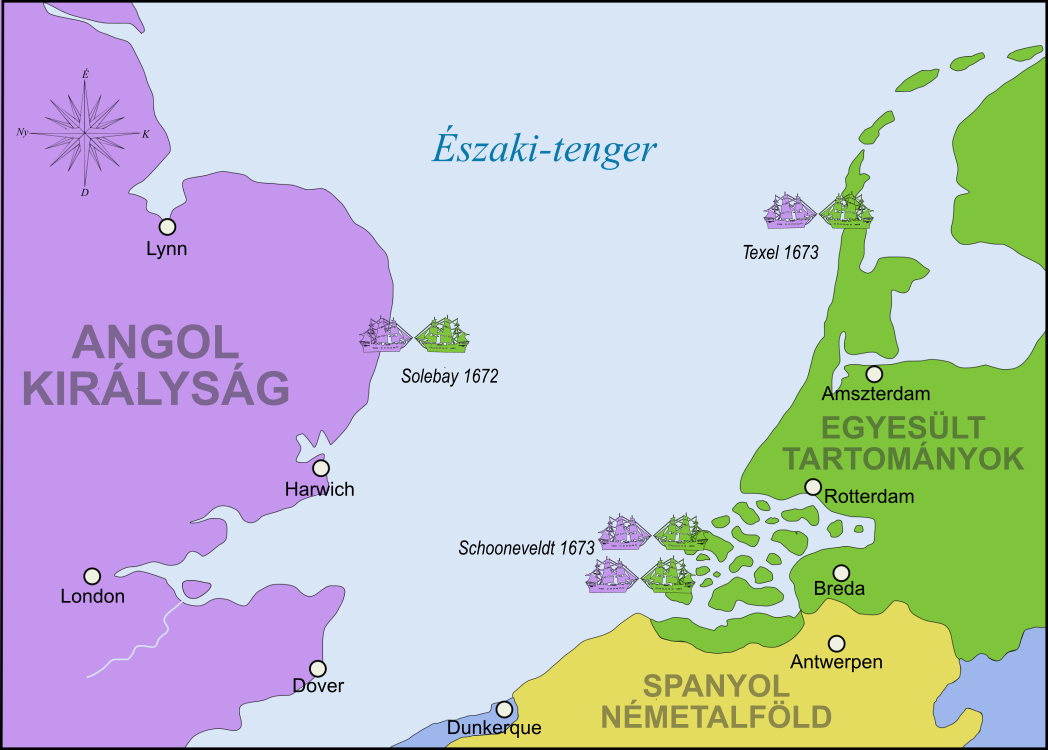
Az harmadik angol–holland tengeri háború fontosabb csatái

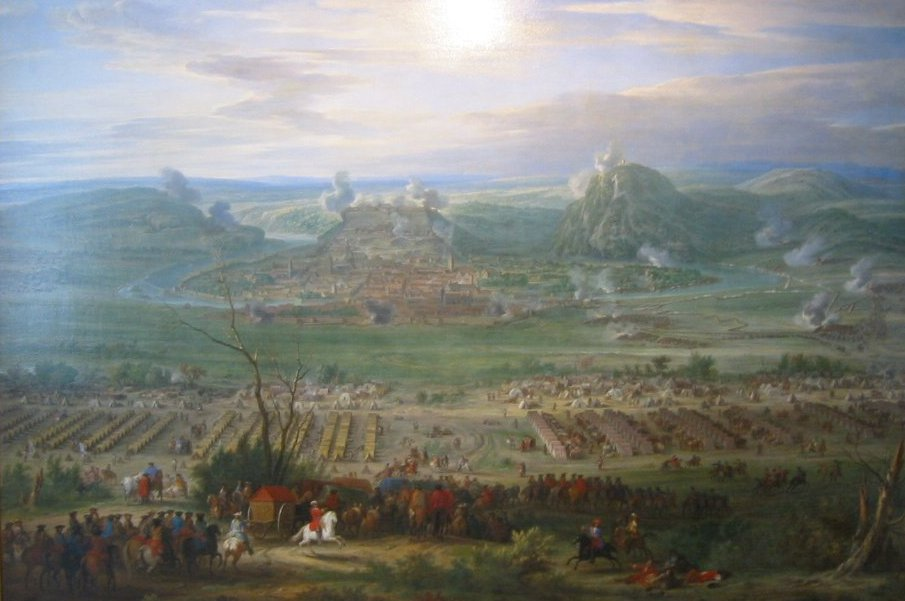
XIV. Lajos Besançont ostromolja, 1674.

### Hadi események 1674-ben
A tengeri ütközetekben elszenvedett vereségek hatására az angol Parlament rákényszerítette II. Károly királyt, hogy kössön békét Hollandiával. Az 1674. február 19-én megkötött westminsteri békeszerződés a háború előtti status quo helyreállításáról rendelkezett. Anglia kilépett a Hollandia ellen viselt tengeri háborúból. XIV. Lajos kénytelen volt kiüríteni az 1672–73-ban megszállt holland területeket (kivéve Maastrichtot).
1674 nyarán a Német-római Birodalom ún. összbirodalmi háborút (Reichskreig) hirdetett Franciaország ellen. A Négyes Szövetséggel szembe kerülő francia vezérkar új összefüggő frontot nyitott Hollandiától végig a Rajna mentén a Pfalzon át Elzászig. A francia haderő elfoglalta Colmart, Sélestat-t és Landaut. A Montecuccoli parancsnoksága alatt felvonuló császári haderő azonban mindenütt megakadályozta további előnyomulásukat. A harcok során a visszavonuló franciák számos pfalzi és badeni várost felprédáltak.
Ebben az évben azonban XIV. Lajos megtámadta a spanyol koronához tartozó Franche-Comtét. Luxembourg marsall május 20-án elfoglalta Besançont, június 7-én Dole városát. Turenne marsall átkelt a Rajnán. Június 16-án német (badeni) területen támadást intézett az ellene vonuló császári csapatok ellen, és a sinsheimi csatában érzékeny vereséget mért rájuk, egyben kifosztotta Sinsheim városát is.
Június folyamán Tromp holland admirális sikertelenül próbált partra szállni a stratégiai fontosságú francia Belle-Île-en-Mer szigeten.
1674. július 1-jén Frigyes Vilmos brandenburgi választófejedelem ismét csatlakozott a franciaellenes szövetséghez. A brandenburgi haderő 1674–75-ben Elzászban és Vesztfáliában hadakozott Turenne ellen. Júliusban Turenne marsall ismét átkelt a Rajnán, csapatai felprédálták a Pfalzi Palotagrófság településeit, hogy elrettentsék a német fejedelemségeket a császáriakkal való szövetségre lépéstől. 1674 végén azonban XI. Károly svéd király hadserege – a francia király ösztönzésére, kihasználva a brandenburgi had távollétét – betört a Brandenburgi Választófejedelemségbe, kirobbant a svéd–brandenburgi háború, amely 1678-ig tartott. Frigyes Vilmos kivonta hadait a rajnai frontról, és hazavonult, hogy (Dánia és Hollandia segítségével) visszaverje a svédeket.
Nyár végén a Spanyol-Németalföldön folytak a harcok. Augusztus 11-én Hainaut tartomány területén, a seneffe-i csatában Condé hercege visszaverte Orániai Vilmos hadseregét, amely Párizs ellen vonult.

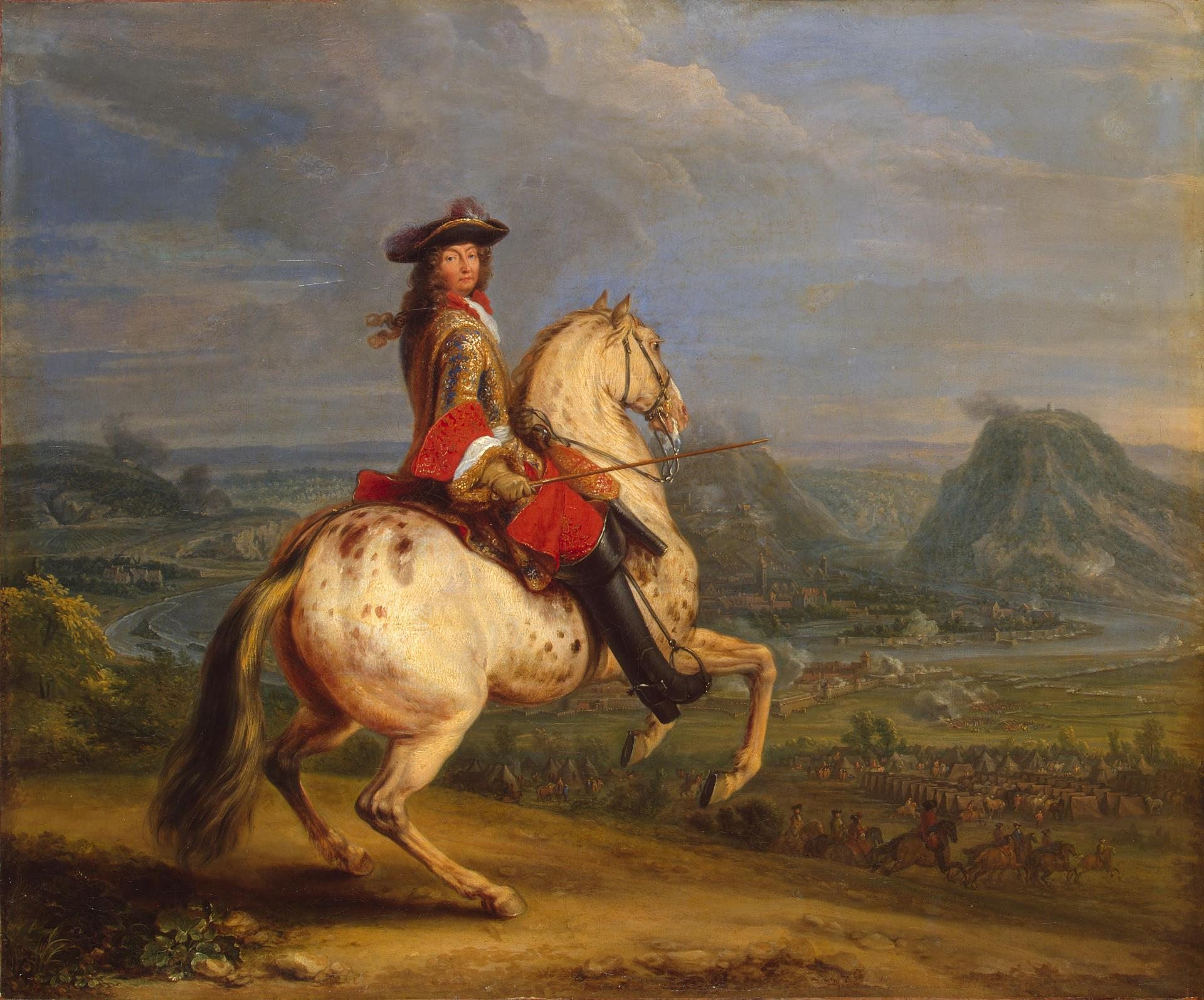
XIV. Lajos Besançon város ostrománál, 1674.

### Hadi események 1675-ben
Még 1674 végén a császári haderőnek és lotaringiai szövetségesének sikerült benyomulnia Elzászba. Turenne marsall katonái azonban a kemény tél ellenére átkeltek a Vogézek hegyi hágóin, és 1675. január 5-én a turckheimi csatában szétverték és véglegesen kiszorították őket Elzászból. (A győztes franciák egyben kifosztották Turckheim és a közeli Colmar városát). A császáriakat a Rajna jobb partjára vetették vissza.
1675. június 25-én Frigyes Vilmos brandenburgi választófejedelem a fehrbellini csatában megsemmisítő vereséget mért az országába betört svéd hadseregre. A svéd–brandenburgi háború következő éveiben Brandenburg elfoglalta Svéd-Pomerániát. (E háború eredményeit azonban az 1679-es saint-germaini békeszerződés értelmében, XIV. Lajos katonai fenyegetése miatt, mind vissza kellett adni a svédeknek).
A Rajna-vidéken a háború az egymást üldöző és kerülgető hadseregek végtelen harcává vált, a területek többször is gazdát cseréltek. 1675. július 28-án Badeni Őrgrófság területén, a pusztító sasbachi csatában a franciák megütköztek Montecuccoli hadaival, a küzdelem során Turenne marsall ágyúgolyótól találva elesett. A franciák harcolva vonultak vissza a Rajnán keresztül, a császáriak ismét behatoltak Elzászba, ekkor beérkezett Condé hercege, aki megint visszanyomta őket német területre, de ő maga visszavonult Elzászba. Augusztus 11-én Créquy marsall vereséget szenvedett IV. Károly lotaringiai hercegtől a konzi hídnál (francia forrásokban Consarbrücknél), majd szeptemberben fel kellett adnia Triert, ahol a császáriak fogságába esett. A császári haderő ostrom alá vette Philippsburg erődjét.
A Földközi-tengeren újabb front nyílt: Messinában lázadás tört ki a spanyol király uralma ellen, XIV. Lajos expedíciós csapatokat küldött Szicíliába a lázadás támogatására.

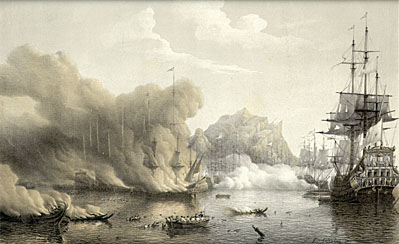
A palermói tengeri csata, 1676.

### Hadi események 1676-ban
Nehéz ostrom után a császári haderő megadásra kényszerítette Philippsburgot. Áprilisban XIV. Lajos elfoglalta a flandriai Condé és Bouchain városokat, aztán ő maga hazatért Versailles-ba. 1676 októberében Créquy marsall bevette a vallóniai Bouillon erődjét
Az északi hadszíntéren a dán királyi csapatok, Brandenburg szövetségesei július 8-án ostrom alá fogták a dél-skånei Landskrona erődjét. Augusztus 2-án a védők feladták az erős svéd várrendszert. A parancsnokot, Hieronymus Lindeberg tábornokot a svéd hadbíróság árulás miatt halálra ítélte.
A földközi-tengeri hadszíntéren a francia flotta sorozatos győzelmeket aratott. 1676. január 8-án Szicília partjainál, a stromboli tengeri csatában (más néven alicudi vagy melazzói csata) Duquesne francia tengernagy sikeres támadást intézett egy holland flottakötelék ellen, amely a spanyol flotta támogatására érkezett. Április 22-én az augustai csatában (az akkori Agosta, a mai Augusta kikötőváros előtt) Duquesne hajói véres ütközetet vívtak a holland–spanyol egyesült flottával. Mindkét fél győztesnek hirdette magát. Az ütközetben halálos sebet kapott Ruyter admirális, a holland flotta főparancsnoka. Június 2-án a palermói tengeri csatában Louis de Rochechouart tengernagy, Vivonne hercege (Madame de Montespannak, a király kegyencnőjének bátyja) tönkreverte a vezér nélkül maradt spanyol–holland flottát. Négy holland admirális esett el a csatában. Ezzel a francia flotta megszerezte az ellenőrzést a Földközi-tenger nyugati medencéje fölött.
A hadviselő államok kimerülésének első jeleként 1676 júniusában a hollandiai Nijmegenben megkezdődtek az első tárgyalások a békekötés lehetőségéről.

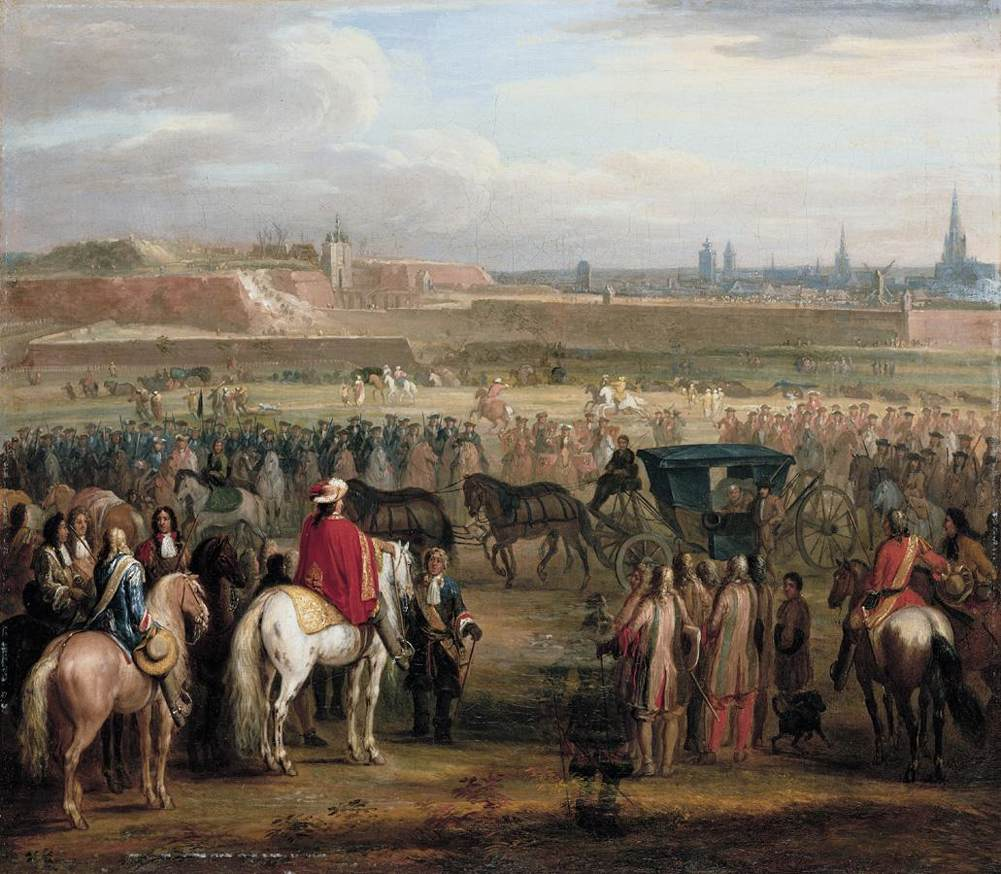
Cambrai elfoglalása, 1677.

### Hadi események 1677-ben
Megelőzve a koalíciós hadseregeket, Luxembourg marsall 1677. március 17-én elfoglalta Valenciennes-t, április 18-án Cambrai városát. Április 11-én Orléans-i Fülöp herceg, XIV. Lajos öccse (a Monsieur a Spanyol-Németalföld határán fekvő Cassel közelében, a casseli csatában (más néven peene-i csatában) vereséget mért Orániai Vilmos hadaira, elfoglalta Saint-Omert, Casselt, Bailleult, és Ypres-t (Ypern). Artois és Flandria tartományok nagy része a franciák kezére került.
Luxembourg marsall elűzte Orániai Vilmos ostromló seregét Charleroi alól, felmentve a várost. Október 9-én Créquy marsall Kokersbergnél vereséget mért IV. Károly lotaringiai herceg csapataira, és novemberben elfoglalta a Fekete-erdő nyugati peremén fekvő Freiburg im Breisgau várost, amely 1368 óta Elő-Ausztria részeként a Habsburgok birtoka volt.
Az északi hadszíntéren július 24-én a svéd királyi hadak győzelmet arattak a brandenburgi választófejedelem és dán szövetségese fölött, és visszafoglalták Landskrona erődjét.
1677. november 4-én Orániai Vilmos holland kormányzó feleségül vette unokanővérét, Mária yorki hercegnőt, II. Károly angol király protestáns unokahúgát, York hercegének, a későbbi II. Jakab királynak leányát, aki egyben Anglia kijelölt trónörököse is volt (férfi utód hiánya esetén). Anglia és Hollandia kapcsolata ezzel szorosabbá vált, amit 1678. január 10-én hivatalos angol–holland katonai szövetség megkötése követett. (Ez az esemény fontos lépés volt azon az úton, amely elvezetett az 1688-as angliai protestáns puccshoz, az úgynevezett „dicsőséges forradalomhoz”, amely Orániai Vilmost Anglia királyává emelte).

### A háború vége (1678–79)
XIV. Lajos szembeszállt az újabb angol–holland szövetség fenyegetésével. Nyugat-Flandriában összpontosította haderejét. Március 9-én bevette Gentet, március 25-én Ypres-t (Ypern). Hollandia lerohanása ismét küszöbön állt. A Nijmegenben tárgyaló delegációk már közel jutottak a békemegállapodáshoz, amikor XIV. Lajos azt követelte, hogy szövetségese, Svédország kapja vissza Pomerániában elveszített területeit. I. Lipót császár, Frigyes Vilmos választófejedelem és a szövetséges Dánia királya, V. Keresztély tiltakoztak, és visszautasították a követelést. A háború újra fellángolt.
A Rajna mellett 1678 júliusában Créquy marsall a svájci Rheinfeldennél vereséget mért a császári és brandenburgi erőkre. Starhemberg altábornagy csak nagy veszteségek árán, és a Rajna-híd lerombolásával tudta megakadályozni a francia betörést német területre. Ezzel XIV. Lajos olyan előnyös helyzetbe került, hogy szinte maga diktálhatta a békefeltételeket.
Az északi fronton 1679 januárjában Frigyes Vilmos gyors hadjárattal kiverte a Kelet-Poroszországba benyomult svéd hadakat és felszabadította a Porosz Hercegséget.

### A magyarországi és erdélyi mellékhadszíntér
Wesselényi-összeesküvés felfedése nyomán a bécsi udvar 1671-ben kivégeztette Zrínyi Pétert és Frangepán Ferenc Kristófot. Ezután felszámolták az 1671-ben kirobbant fegyveres felkelést, növelték a magyarországi megszálló csapatok létszámát. I. Lipót császár rendeletet adott ki, amely a megszálló császári katonaság eltartásának kötelezettségét a megyékre rótta, emellett felemelte a fizetendő adókat. Megbízhatatlannak minősítették és elbocsátották a magyar végvári katonaságot.
1672-ben az elégedetlen bujdosók (kurucok) és az elbocsátott végvári katonák kirobbantották a felső-magyarországi felkelést, amelyet a császári katonaság levert. 1673-ban Lipót felfüggesztette a magyar alkotmányt, megkezdődött az erőszakos ellenreformáció. 1674-ben magyarországi protestáns lelkészeket gályarabságba hurcolták. (Őket csak 1676-ban tudta kiszabadítani Michiel de Ruyter holland admirális).
Erdélyben a császárpárti és a „törökös” politikusok harcoltak egymással. 1674-ben Apafi Mihály fejedelem kivégeztette a császárpárti Bánffy Dénes kancellárt, Kolozsvár főkapitányát. A magyar és erdélyi elégedetlenkedők támogatót kerestek, a háborúra készülő XIV. Lajosnak pedig érdekében állt, hogy a vele hadban álló Habsburgok hátában fegyveres felkelések robbanjanak ki.
1675. április 28-án Teleki Mihály erdélyi kancellár és Akakia Roger du Fresne francia követ megkötötték a fogarasi szerződést, amelynek értelmében XIV. Lajos havi 40 000 forinttal támogatja a felkelőket, ennek fejében a bujdosók 12 000 főre növelik seregüket. Sobieski János lengyel király 6000 segélyhadat ígért, amelyet sógora, Béthune márki varsói francia követ vezetett volna Magyarországra. Győzelem esetén a kurucok Béthune márkit magyar királynak ismerték volna el. A közben zajló lengyel–török háború (1672–1676) miatt a fogarasi szerződés nem teljesülhetett.
1677. április 24-én Lipót császár szövetséget kötött Sobieski Jánossal, az ígért lengyel katonai beavatkozás reménye megszűnt. Május 27-én Varsóban Béthune márki és a bujdosók újabb szerződést kötötték. A bujdosók évi 15 000 fő toborzását, XIV. Lajos évi 100 000 forint támogatást ígért. 1677 szeptemberében Boham francia ezredes 2000 főnyi francia–lengyel zsoldos sereggel érkezett Magyarországra, Forval francia ezredes Erdélyben állított (francia pénzen) 2000 főnyi segélyhadat. Ez a lengyel–kuruc sereg október 10-én a nyalábvári csatában leverte Schmidt ezredes császári seregét.
1677 november végén Thököly Imre, aki 1670 óta Erdélyben bujkált, csatlakozott a kurucokhoz. 1678 márciusában a bujdosók somkúti gyűlése Teleki Mihályt ismerte el kuruc főhadparancsnoknak. 12 tanácsosa között volt Thököly Imre, Wesselényi Pál (Wesselényi nádor unokaöccse). Májusban Bécs hadjáratot Teleki ellen, augusztus végére visszaszorította őt Kővárra. Thököly egy külön hadtesttel benyomult a császáriaktól fedezetlenül hagyott Felvidékre, elfoglalta Garam-menti bányavárosokat.
1679 februárjában XIV. Lajos és I. Lipót megkötötték a nijmegeni (nimwegeni) békét, a francia–holland háború véget ért, Lajos király „ejtette” a varsói szerződést. Béthune visszarendelte csapatait, visszafogta a pénzjuttatást is. A támogatás nélkül maradt kurucok a porta felé tapogatóztak. Thököly és Wesselényi között hatalmi harc tört ki, szeptember 4-én Thököly szétverte Wesselényi kismarjai táborát. A kuruc had ezzel elszakadt az Erdélyi Fejedelemségtől. November 3-án Thököly alvezérei, Harsányi István, Szűcs János és Petneházy Dávid a szikszói csatában szétverték a Sárospatakról küldött császári csapatokat. 1680-ra Thököly ellenőrizte a Felvidéket a Garamtól keletre (bár a bányavárosokat a császáriak hamarosan visszavették tőle).
Rövidesen, 1681 januárjában a bahcsiszeráji békeszerződéssel véget ért az orosz–török háború (1676–1681), a törökök figyelme Magyarország és Erdély felé fordult.

## Békekötések

### A nijmegeni békeszerződés (1678)
A vert katonai helyzetbe jutott koalíciós hatalmak elfogadták XIV. Lajos által kínált békefeltételeket. 1678. augusztus 10-én Franciaország és Hollandia aláírták a nijmegeni (nimwegeni) békeszerződést, amelyhez Spanyolország szeptember 17-én csatlakozott. Több nemzetközi megállapodásból álló szerződésrendszer volt, amelyhez még a többi hadviselő félnek is csatlakoznia kellett, ezért csak 1679-ben léphetett hatályba.
1679-ben a nijmegeni békeszerződéshez a többi hadviselő fél is csatlakozott. Lipót császár megbízottai február 5-én, a münsteri püspök március 19-én. Hollandia és Svédország október 2-án kötött békét.
A nijmegeni békeszerződés XIV. Lajos egyértelmű és jelentős diadala volt. Hollandiát nem tudta ugyan elfoglalni, de ezen kívül minden kitűzött háborús célját elérte. Hódításainak legnagyobb részét megtarthatta, az elfoglalt Spanyol-Németalföldnek is csak kisebb, északi részét kellett visszaadnia. Hollandia visszakapta a franciák által elfoglalt területeit: Maastrichtot és a Nassaui Hercegséget, ennek fejében semlegességre kötelezte magát.
Franciaország megtarthatta Elzászt, Lotaringiát, a Bouilloni Hercegséget, a Spanyolországtól elfoglalt Franche-Comtét. Francia kézen maradt számos fontos flandriai erődítmény: Cassel (Kassel), Bailleul (Belle), Ieper (Ypres), Wervik (Wervicq), Warneton (Waasten), Cambrai, Bouchain, Condé-sur-l’Escaut, Bavay (Beuken), és az Hainaut-i grófságban lévő Valenciennes (Valencijn) erőd. Franciaország megtarthatta az Ausztriától elragadott Freiburg im Breisgaut. XIV. Lajos nagylelkűen Lipót császárra bízta a döntést, hogy mit akar visszakapni: Philippsburg erődjét, vagy a freiburgi grófságot. Lipót a fontos határerődöt választotta, ezért lemondott több, a Rajna keleti partján, birodalmi területen fekvő városról, így Freiburgról, Lehenről, Betzenhausenről, Kirchzartenről és Kehl városáról is.
A francia–holland háború nagy vesztese Spanyolország lett, csak néhány erődítményt kapott vissza, így Charleroi-t, az hainaut-i Binche-et, Ath-ot (Aat), Oudenaarde-ot (Audenarde) és Kortrijket (Courtrai). A háború nagy győztese Franciaország volt, aki Európa domináns nagyhatalmává vált. A hazatérő király ekkor kapta egyik melléknevét: Louis le Grand („Nagy Lajos”).

### A saint-germaini békeszerződés (1679)
A nijmegeni béke a brandenburgiak által visszaszerzett pomerániai területeken a svéd uralom helyreállítását irányozta elő, ezért Frigyes Vilmos választófejedelem nem fogadta el azt. Az svéd–brandenburgi háború 1679-ben is tovább folyt. 1678–79 telén Frigyes Vilmos a Balti-tenger partja mentén személyesen vezetett gyors téli hadjárattal (Jagd über das Kurische Haff) teljesen kiűzte országából a betört svéd csapatokat, amelyek a Svéd-Livóniába húzódtak vissza. A választófejedelemnek azonban súlyosan csalódnia kellett saját szövetségeseiben. A Brandenburg hatalmára féltékeny Lipót császár és Hollandia a tárgyalóasztalnál már nem álltak Frigyes Vilmos mellé, aki egyedül maradt Svédországgal és a győztes Franciaországgal szemben. XIV. Lajos – svéd szövetségesének érdekeit védve – Svéd-Pomeránia visszaadását követelte Frigyes Vilmostól, katonai invázióval fenyegetve Brandenburgot. A választófejedelem minden diplomáciai eszközzel küzdött országa fegyverrel visszavívott területeiért. Ezért 1679 májusában Créquy marsall vezetésével francia megtorló hadjárat indult Brandenburg nyugati tartományai ellen. Frigyes Vilmos 1679. június 29-én kénytelen volt elfogadni a saint-germaini békeszerződést, amelyben lemondott a háborúban visszaszerzett Svéd-Pomerániáról.

## A háború következményei
A háborús győzelem emlékezetessé tételére XIV. Lajos megrendezte harmadik híres kerti ünnepségét, a Versailles-i Ünnepélyt (Fête de Versailles). A Napkirály tekintélye és hatalma Európában jelentősen megnőtt, Lajos mégis elégedetlen volt a területi nyereségekkel. Még 1679-ben elbocsátotta külügyminiszterét, Pomponne márkit, helyére Colbert miniszter tehetséges fivérét, Croissy márkit nevezte ki. A királyság határainak védelmére XIV. Lajos hatalmas erődrendszer kiépítésébe kezdett. Vauban márki, tábornagy (1633–1707) 160 új erődítményt létesített vagy korszerűsített Franciaország szárazföldi és tengeri határai mentén.
XIV. Lajos a sikeres háború végeztével sem oszlatta fel hadseregeit. Teljes létszámban (280 000 fő) fegyverben tartva, hatékony eszközként használta őket „országegyesítő” politikájának (Réunions) keresztülerőszakolásában. A következő években folytatta a terjeszkedést, 1681-ben bekebelezte az elfoglalt Elzászt, ezzel elejét vette, hogy Strassburgon keresztül további német-római császári támadások érjék. 1683-ban elfoglalta a Spanyol-Németalföld keleti területeit és a Luxemburgi Nagyhercegséget, 1684-ben a Pfalzi Választófejedelemséget (Kurpfalz) is, ennek helyén létrehozta a francia Saar-vidék tartományt. Elfoglalta a Schelde folyó alsó szakaszát, kézre kerítve Flandria nagy területeit. A békeidőben elkövetett nyílt agresszió ellen Spanyolország hevesen tiltakozott, és 1683-ban hadat üzent Franciaországnak. Ez a háború csak néhány hónapig tartott. Mivel ugyanekkor folyt Bécs török ostroma, Lipót császár hadai le voltak kötve, Spanyolország senkitől sem várhatott segítséget, szinte azonnal békét kellett kérnie.
Az 1684-es regensburgi tárgyalásokon XIV. Lajos 20 évnyi fegyvernyugvásban egyezett meg II. Károly spanyol királlyal és I. Lipót német-római császárral. Ez Lajos eddigi hódításainak teljes elismertetését jelentette, és hosszabb ideig semmilyen ellenséges veszéllyel nem kellett számolnia.
Bécs 1683-as sikertelen török ostroma és a kahlenbergi győzelem után a hosszú fegyverszünet biztonságos évei Lipót császárnak is módot adtak az új hódításokra. 1684 januárjában amnesztiát adott a neki behódoló magyarországi bujdosóknak és kurucoknak, majd áprilisban megindította csapatait Magyarország meghódítására.